# Amantes Sunt Amentes
Albums de Panda
'Para ti con desprecio'
(2005)
Amantes Sunt Amentes (en Latin: Les amants sont lunatiques) est le quatrième album du groupe mexicain Panda. commercialisé depuis le 2 octobre 2006.
Le thème des chansons tente à ridiculiser l'amour au sein d'un couple.

## Liste des chansons
| No  | Titre                                            | Durée |
| --- | ------------------------------------------------ | ----- |
| 1.  | La Estrategia Perdida                            |       |
| 2.  | So Violento So Macabro                           |       |
| 3.  | El Infame "Estar Y No Estar"                     |       |
| 4.  | Estoy Más Sohloh Que Ayer, Pero Menos Que Mañana |       |
| 5.  | Narcisista Por Excelencia                        |       |
| 6.  | Procedimientos Para Llegar A Un Común Acuerdo    |       |
| 7.  | Tripulación, Armar Toboganes                     |       |
| 8.  | Pathetica                                        |       |
| 9.  | Los Malaventurados No Lloran                     |       |
| 10. | Tus Palabras Punzocortantes…                     |       |
| 11. | Atractivo Encontramos En Lo Más Repugnante       |       |
| 12. | Ah Pero Cómo Vendo Cassettes!                    |       |